# Río Huab
El río Huab es un «río efímero» en la región de Kunene, en el noroeste de Namibia. Nace al sudeste de Kamanjab, desde donde fluye hacia el oeste a través de la sabana de Mopane hasta que llega a la Costa de los Esqueletos y al Océano Atlántico. Los ríos afluentes del Huab son Klein Omaruru, Sout, Aba Huab, Ongwati y Klip. Se estima que la cuenca hidrográfica de Uniab (incluidos sus afluentes) tiene entre 14 800 y 16 465 km² (6.357 millas cuadradas), e incluye la ciudad de Khorixas, así como los asentamientos de Kamanjab, Fransfontein y Anker. El sitio del Patrimonio de la Humanidad de Twyfelfontein está situado a orillas del Aba Huab.
El Huab es bien conocido por su población de elefantes del desierto que pone en peligro las actividades agrícolas, pero también es un potencial imán turístico.